# Fontaines-Saint-Martin
Pour les articles homonymes, voir Fontaines, Saint-Martin et La Fontaine-Saint-Martin.
Fontaines-Saint-Martin est une commune française, située dans la métropole de Lyon en région Auvergne-Rhône-Alpes.
Ses habitants sont les Saint-Martinois.

## Géographie

### Situation
Distante de 13 kilomètres par rapport à la place Bellecour, point kilométrique 0 de Lyon, la commune est située au nord-est de la Métropole de Lyon et face au petit massif du Mont d'Or.

### Lieux-dits et écarts
Le David et le Buisson avec son château médiéval sont les hameaux les plus anciens (XIe et XIIe siècles).
Puis vinrent les hameaux des Guettes avec la présence de moulins à grains et à huile sur le ruisseau d'Ayon qui prit ensuite le nom de ruisseau des Vosges.
Le Trève Oray et le Mas-Joint datent du XVIe siècle, et apparurent les hameaux du Cantin, du Petit Moulin et de la Ruelle.
Le cimetière placé autour de l'église fut déplacé en haut de la montée du même nom en 1835.

### Communes limitrophes
| Fleurieu-sur-Saône     | Fleurieu-sur-Saône     | Cailloux-sur-Fontaines |
| Rochetaillée-sur-Saône | Fontaines-Saint-Martin | Sathonay-Village       |
| Fontaines-sur-Saône    | Fontaines-sur-Saône    | Sathonay-Village       |

Les villes voisines sont :
- Cailloux-sur-Fontaines
- Fleurieu-sur-Saône
- Fontaines-sur-Saône
- Rochetaillée-sur-Saône
- Sathonay-Village
- Couzon-au-Mont-d'Or

### Hydrographie
Le ruisseau des Vosges court sur la commune.

### Climat
Pour des articles plus généraux, voir Climat d'Auvergne-Rhône-Alpes et Climat du Rhône.
En 2010, le climat de la commune est de type climat océanique altéré, selon une étude du Centre national de la recherche scientifique s'appuyant sur une série de données couvrant la période 1971-2000. En 2020, Météo-France publie une typologie des climats de la France métropolitaine dans laquelle la commune est dans une zone de transition entre le climat semi-continental et le climat de montagne et est dans la région climatique  Bourgogne, vallée de la Saône, caractérisée par un bon ensoleillement (1 900 h/an), un été chaud (18,5 °C), un air sec au printemps et en été et des vents faibles. 
Pour la période 1971-2000, la température annuelle moyenne est de 11,7 °C, avec une amplitude thermique annuelle de 17,9 °C. Le cumul annuel moyen de précipitations est de 823 mm, avec 9,3 jours de précipitations en janvier et 6,5 jours en juillet. Pour la période 1991-2020, la température moyenne annuelle observée sur la station météorologique de Météo-France la plus proche, « Lyon-Bron », sur la commune de Bron à 13 km à vol d'oiseau, est de 13,0 °C et le cumul annuel moyen de précipitations est de 820,8 mm,. Pour l'avenir, les paramètres climatiques de la commune estimés pour 2050 selon différents scénarios d'émission de gaz à effet de serre sont consultables sur un site dédié publié par Météo-France en novembre 2022.

### Transports

#### Desserte routière

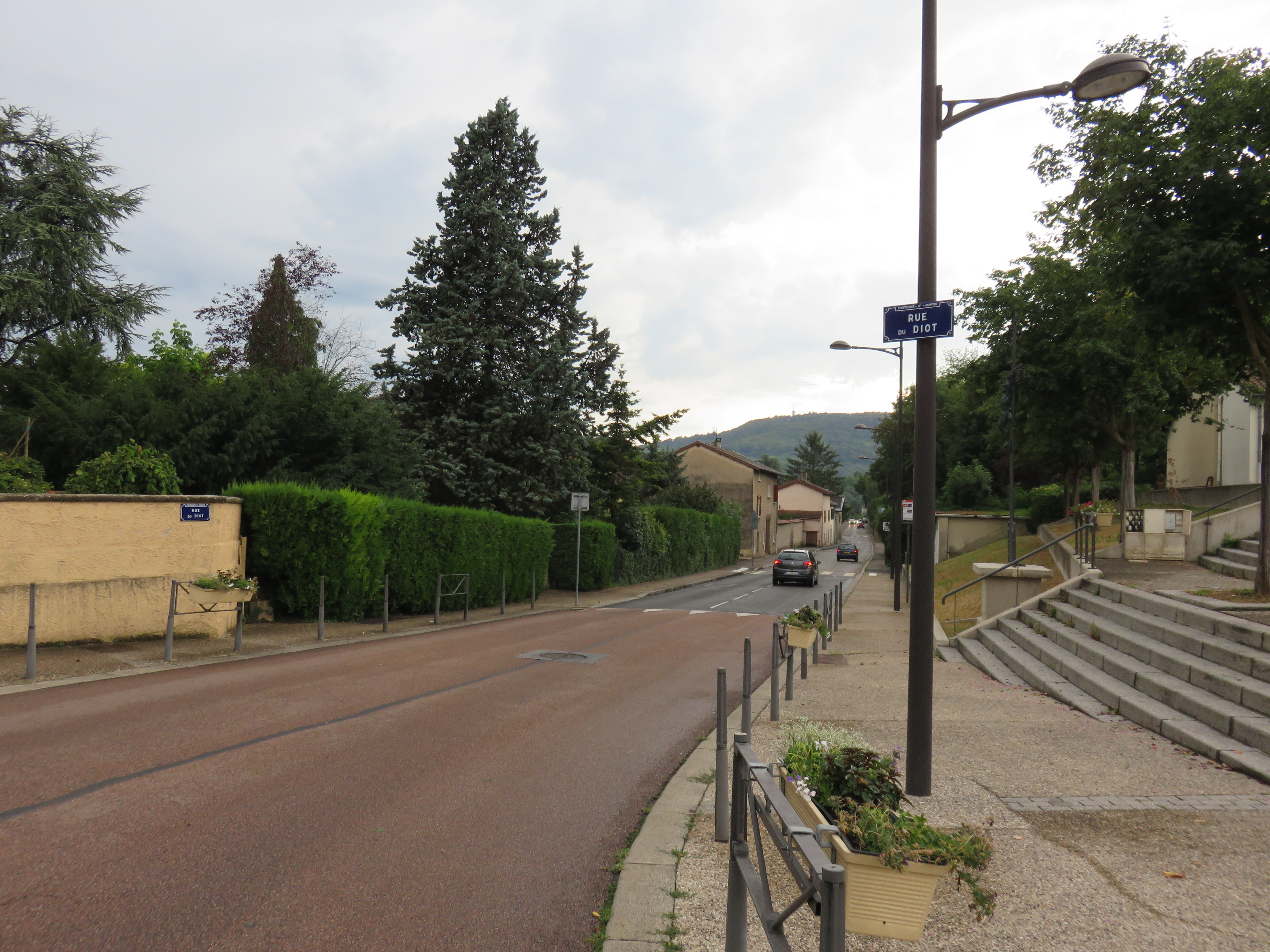
La rue du Diot en 2018.

L'artère principale du village est la rue du Diot et aboutit sur la Place du Moulin (la place principale de Fontaines-Saint-Martin)

#### Transports ferroviaires
Un pont de chemin de fer de la ligne Lyon-Trévoux enjambe la petite vallée à l'ouest.

#### Transports en commun

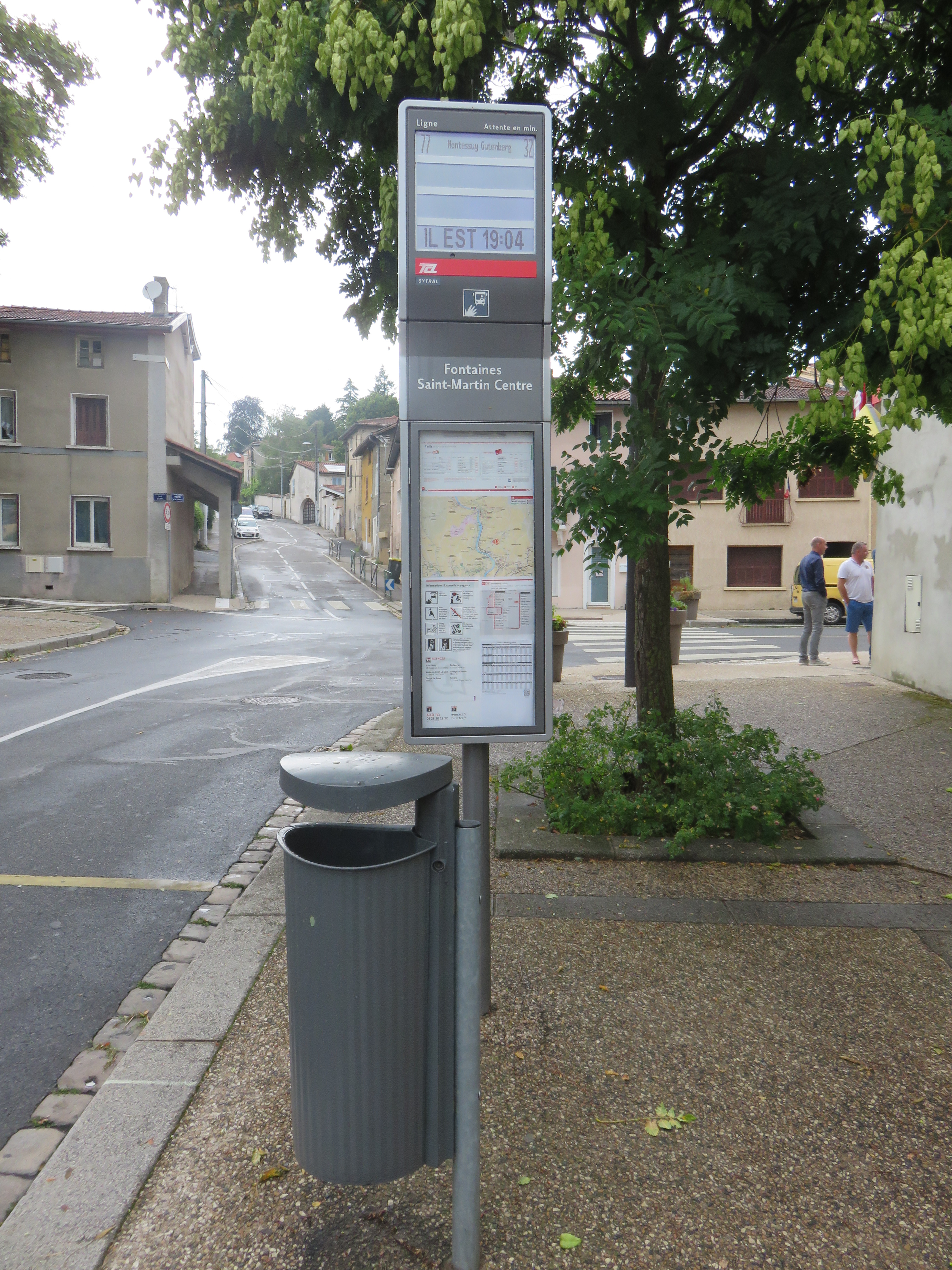
L'arrêt de bus Fontaines-Saint-Martin-Centre desservi par la ligne 77.

Les Transports en commun lyonnais (TCL) desservent la commune, notamment avec la ligne   qui part de Montessuy pour rejoindre Fontaines-sur-Saône.
Ils assurent également des transports scolaires grâce à sept lignes dites Junior Direct desservant les établissements scolaires suivants :
- JD 61 : collège André Lassagne à Caluire, collège et lycée Antoine de Saint-Exupéry et lycée Denis Diderot à Lyon ;
- JD 73, 74 et 75 : école Notre-Dame de Bellegarde et lycée Rosa Parks à Neuville-sur-Saône, uniquement le matin ;
- JD 79 : lycée Rosa Parks à Neuville-sur-Saône ;
- JD 311 et 314 : collège Jean de Tournes à Fontaines-sur-Saône.

## Urbanisme

### Typologie
Au 1er janvier 2024, Fontaines-Saint-Martin est catégorisée ceinture urbaine, selon la nouvelle grille communale de densité à sept niveaux définie par l'Insee en 2022.
Elle appartient à l'unité urbaine de Lyon, une agglomération inter-départementale regroupant 123  communes, dont elle est une commune de la banlieue,,. Par ailleurs la commune fait partie de l'aire d'attraction de Lyon, dont elle est une commune de la couronne,. Cette aire, qui regroupe 397 communes, est catégorisée dans les aires de 700 000 habitants ou plus (hors Paris),.

### Occupation des sols
L'occupation des sols de la commune, telle qu'elle ressort de la base de données européenne d’occupation biophysique des sols Corine Land Cover (CLC), est marquée par l'importance des territoires artificialisés (54 % en 2018), en augmentation par rapport à 1990 (46,6 %). La répartition détaillée en 2018 est la suivante : 
zones urbanisées (54 %), terres arables (17,5 %), zones agricoles hétérogènes (16,6 %), forêts (11,8 %), prairies (0,1 %). L'évolution de l’occupation des sols de la commune et de ses infrastructures peut être observée sur les différentes représentations cartographiques du territoire : la carte de Cassini (XVIIIe siècle), la carte d'état-major (1820-1866) et les cartes ou photos aériennes de l'IGN pour la période actuelle (1950 à aujourd'hui).

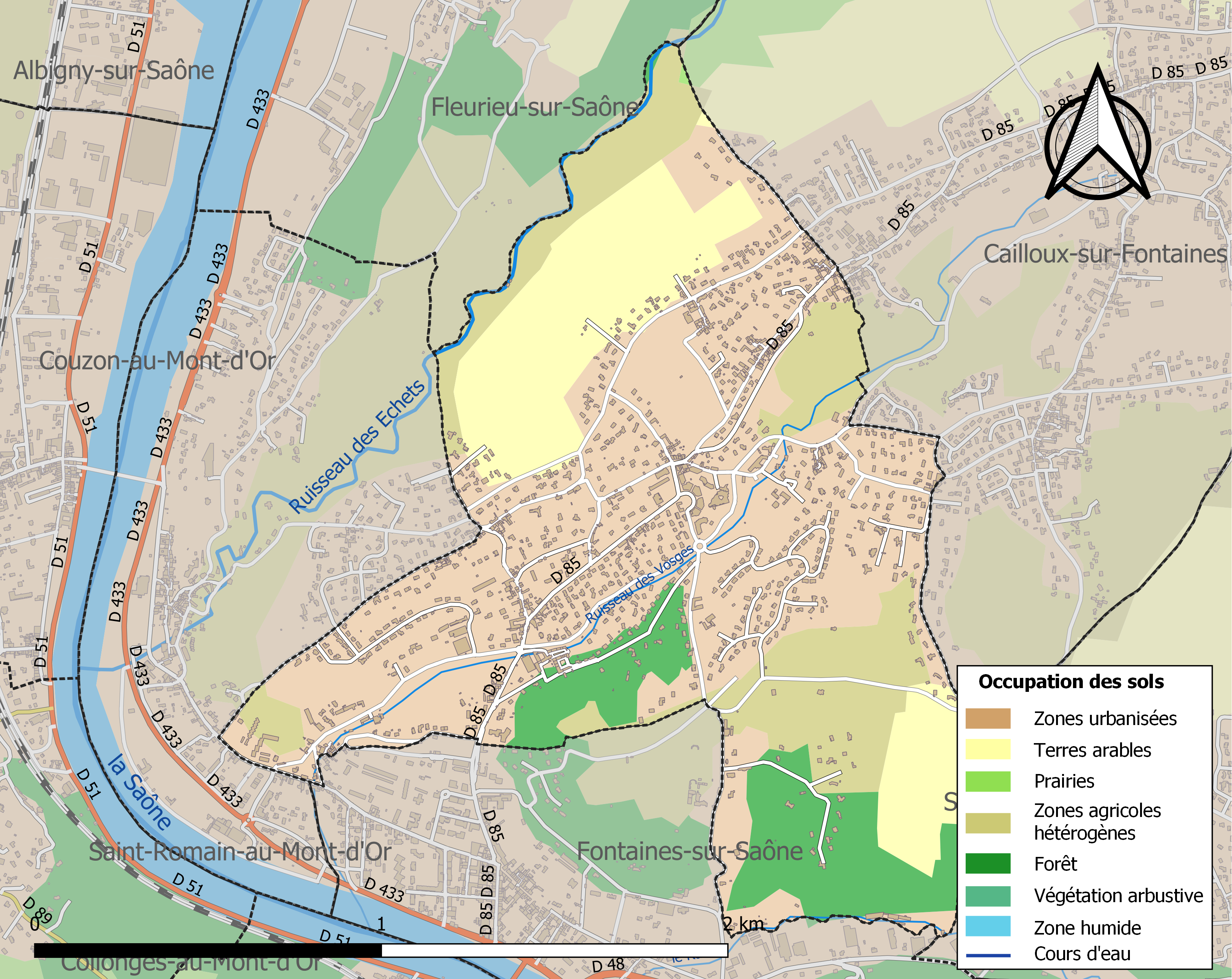
Carte des infrastructures et de l'occupation des sols de la commune en 2018 (CLC).

## Toponymie
Deux lieux géographiques en France portent un nom identique :
1. la commune de La Fontaine-Saint-Martin dans la Sarthe,
2. Les Fontaines Saint-Martin, lieu-dit en Gironde à côté de Blaye.

Ces trois sites ont comme point commun le passage de voies romaines sur leurs terres qu'empruntait saint Martin pour aller évangéliser les campagnes gauloises[réf. nécessaire].

## Histoire
Le village, appelé Saint-Martin de Fontaines de 1245 à 1850, aurait été fondé par saint Martin de Tours en 377, qui avait participé à la fondation des premières communautés chrétiennes du Val de Saône. Cette année-là, il détruisit un temple romain dédié à Isis, dont certains restes en marbre de Carrare ont été découverts récemment lors de fouilles[réf. nécessaire]. Puis il baptisa les habitants du village aux fontaines nombreuses qui existaient, ce qui fut l'origine du nom de la bourgade. Au Moyen Âge, le village était un lieu de pèlerinage réputé[réf. nécessaire], les pèlerins venant prier saint Martin, premier patron de la France. Une fontaine trônant sur la place du village fait référence à l'épisode fameux de la cape que le saint partagea en deux.
Placée dès le XIIIe siècle sous la protection du comté puis duché de Savoie, et indirectement, du Saint-Empire, la province du Franc-Lyonnais à laquelle appartient le village de Saint-Martin de Fontaines, est réunie au royaume de France vers 1475, puis cédée par la Savoie au traité de Turin en 1696. De nombreuses croix de Savoie dans l'église et sur le blason communal rappellent ces origines.

En 1789, le Franc-Lyonnais occidental est intégré dans le nouveau département de Rhône-et-Loire, cependant que Saint-Martin de Fontaines est réuni avec les paroisses Saint-Louis (Fontaines-sur-Saône) et Notre-Dame de Fontaines (Cailloux-sur-Fontaines) au sein d'une commune dont Cailloux se sépare dès 1793. Enfin, la commune de Fontaines-sur-Saône est créée par la loi du 25 juin 1850.

Photos d'archives de la Bibliothèque municipale de Lyon
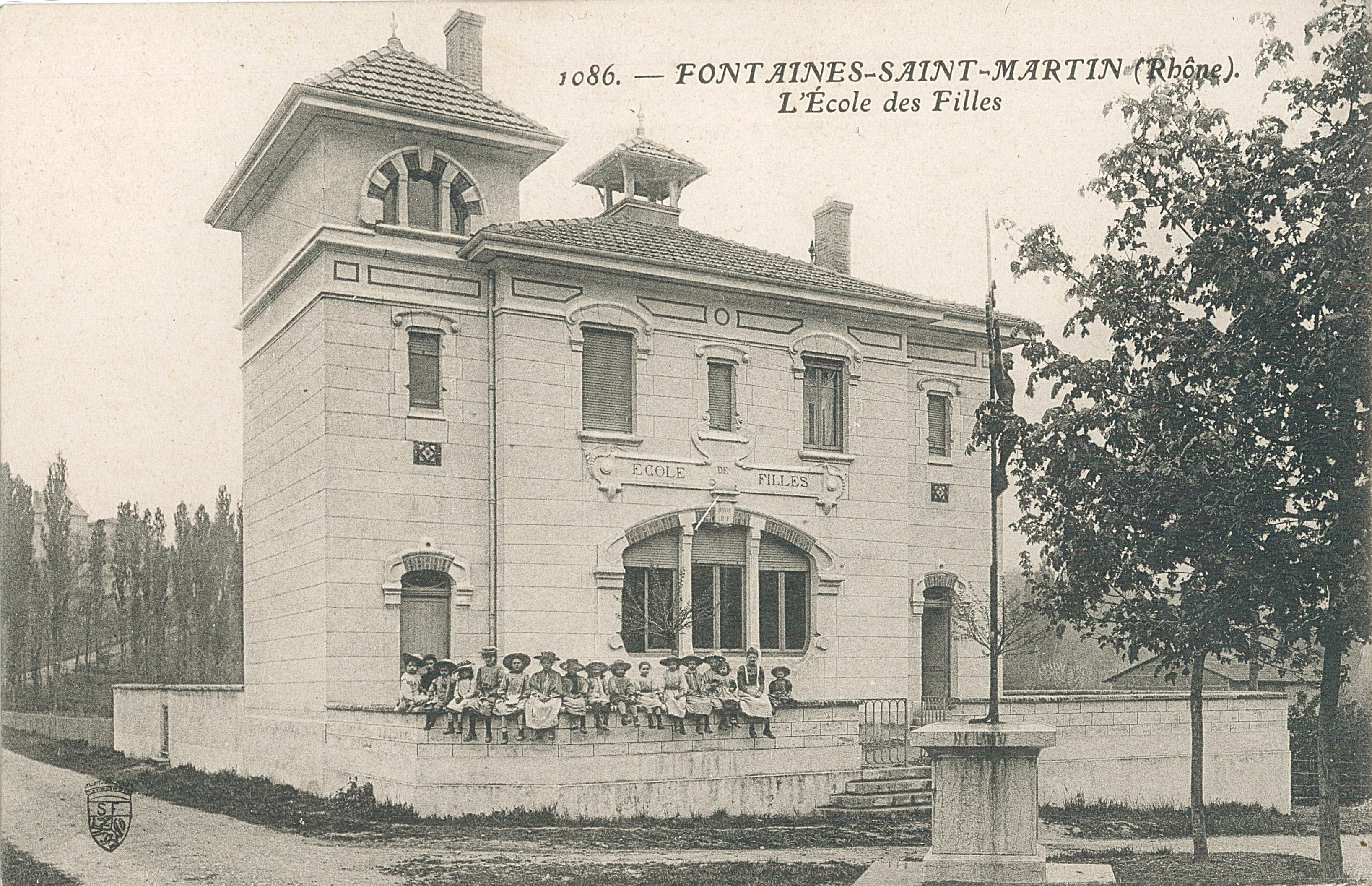
L'école des filles devenue depuis la Mairie de Fontaines-Saint-Martin.
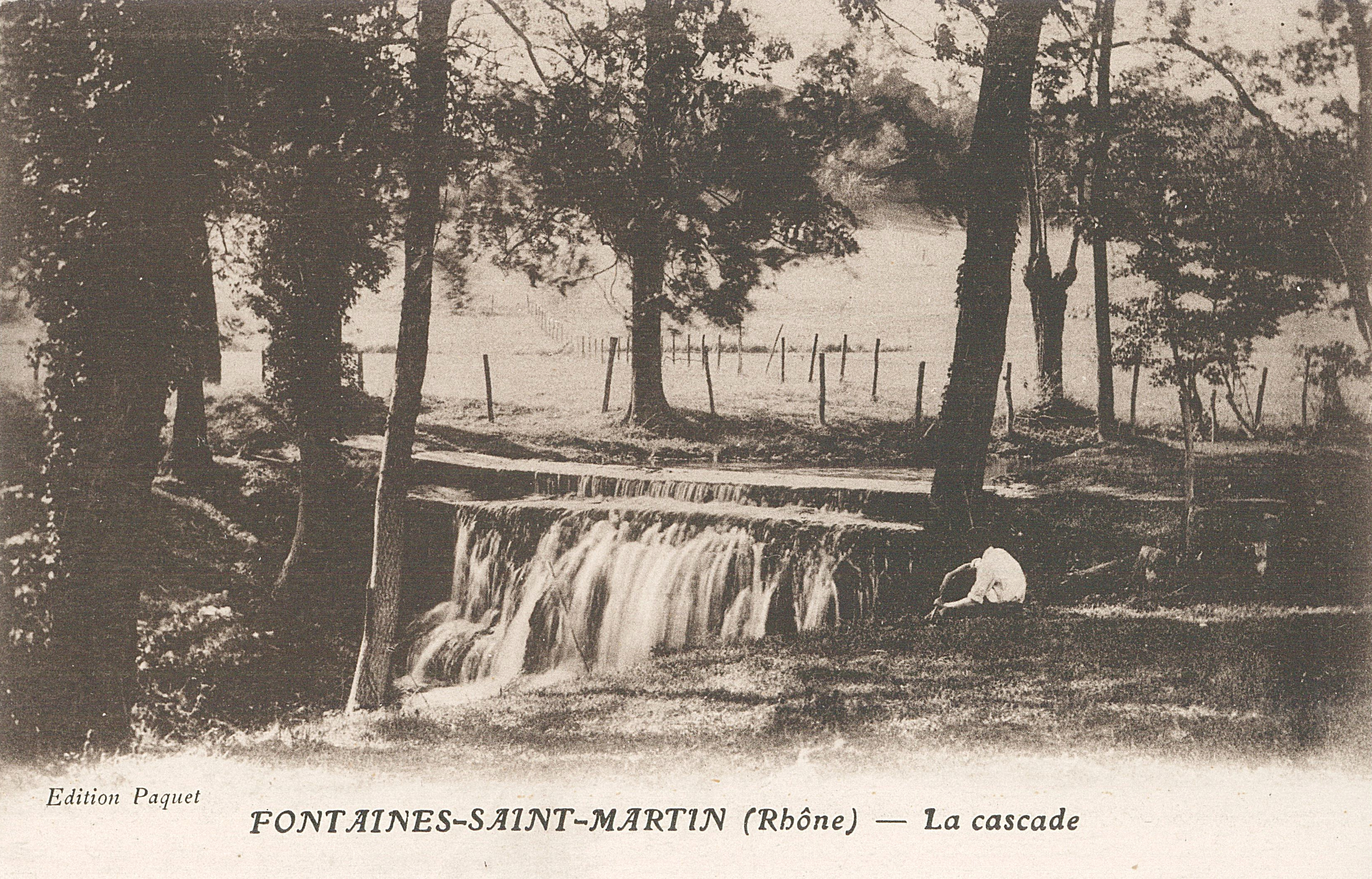
La cascade du ruisseau des Vosges
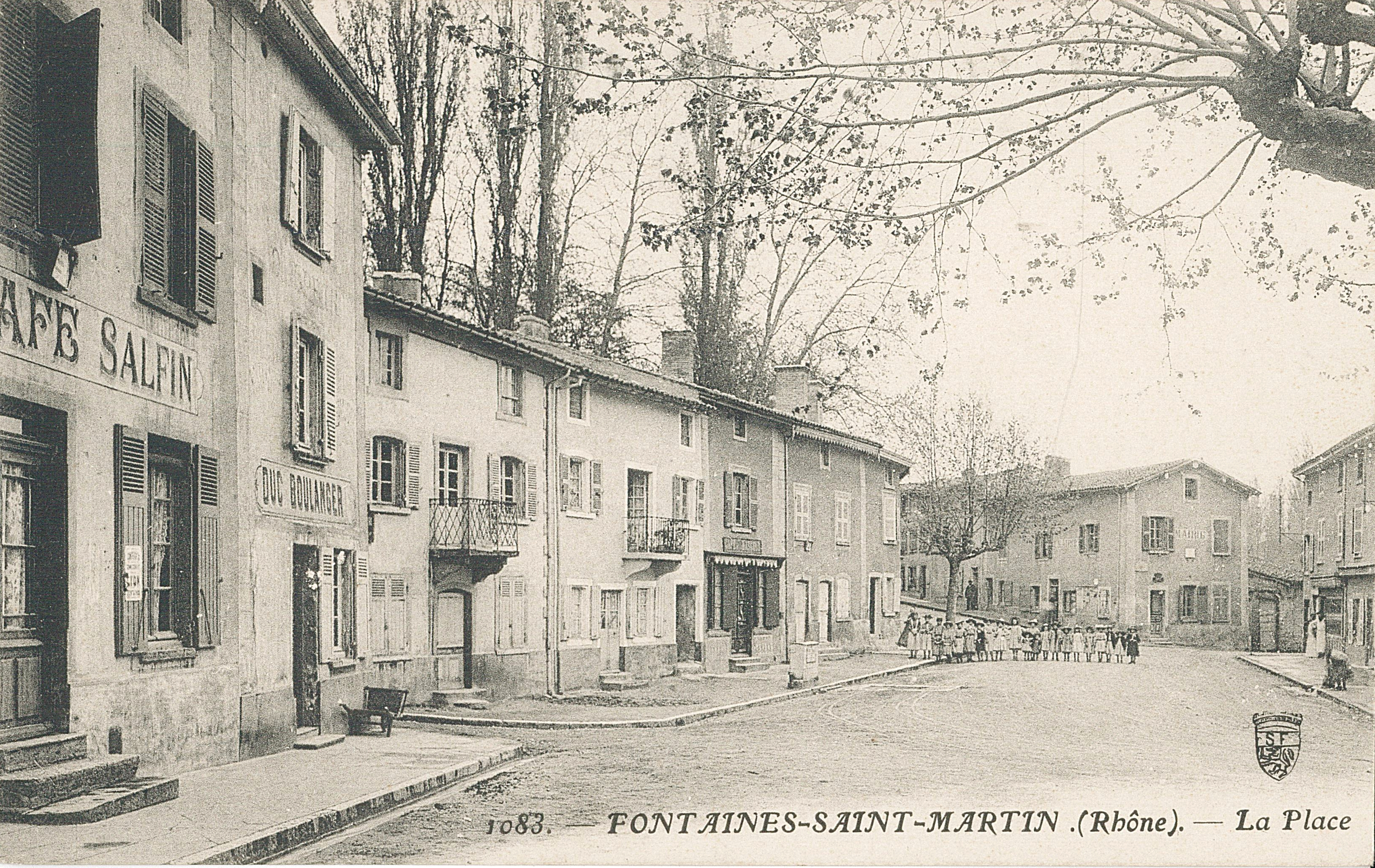
Ancienne place du village de Fontaines-Saint-Martin
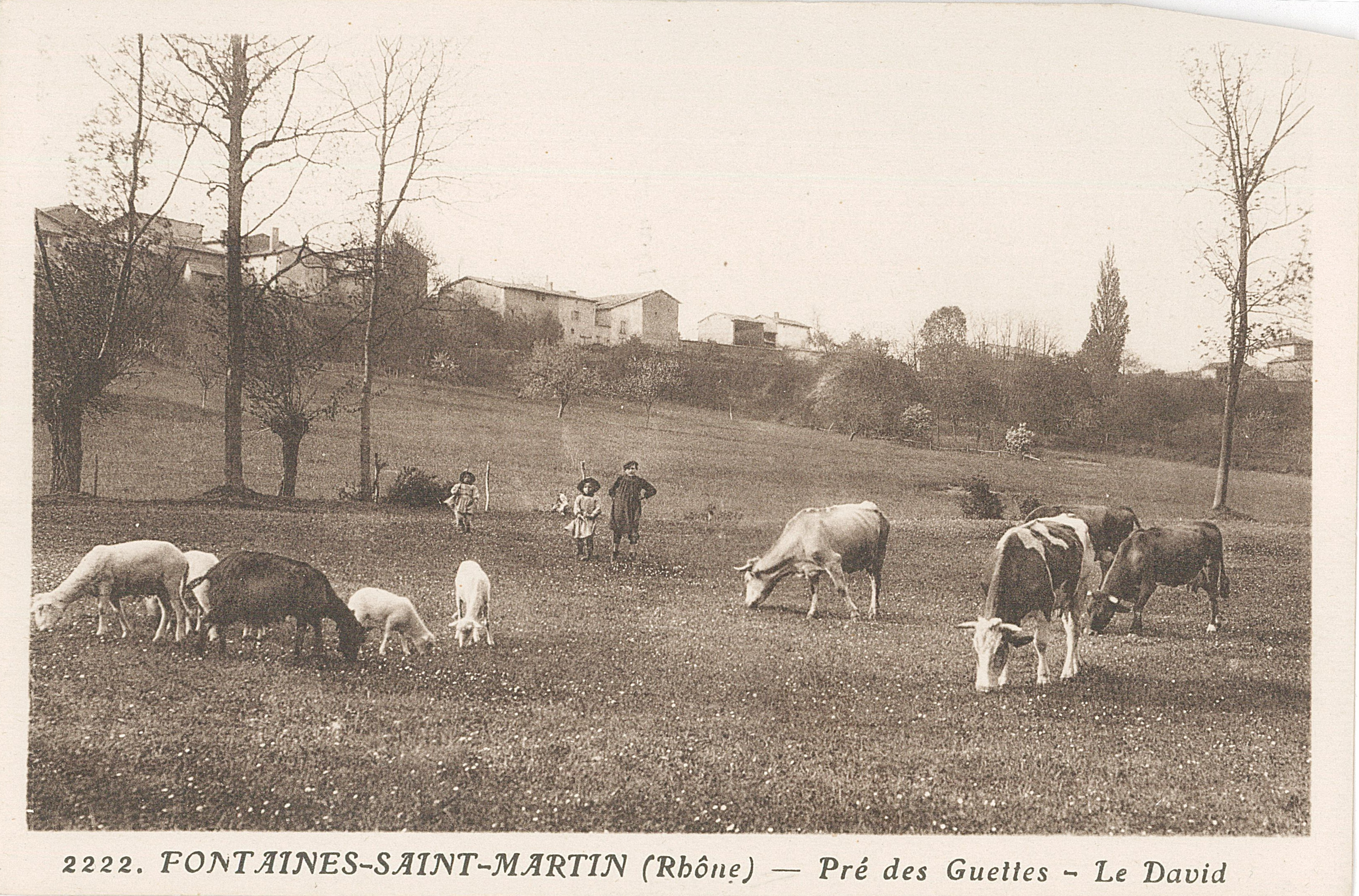
Le pré des Guettes

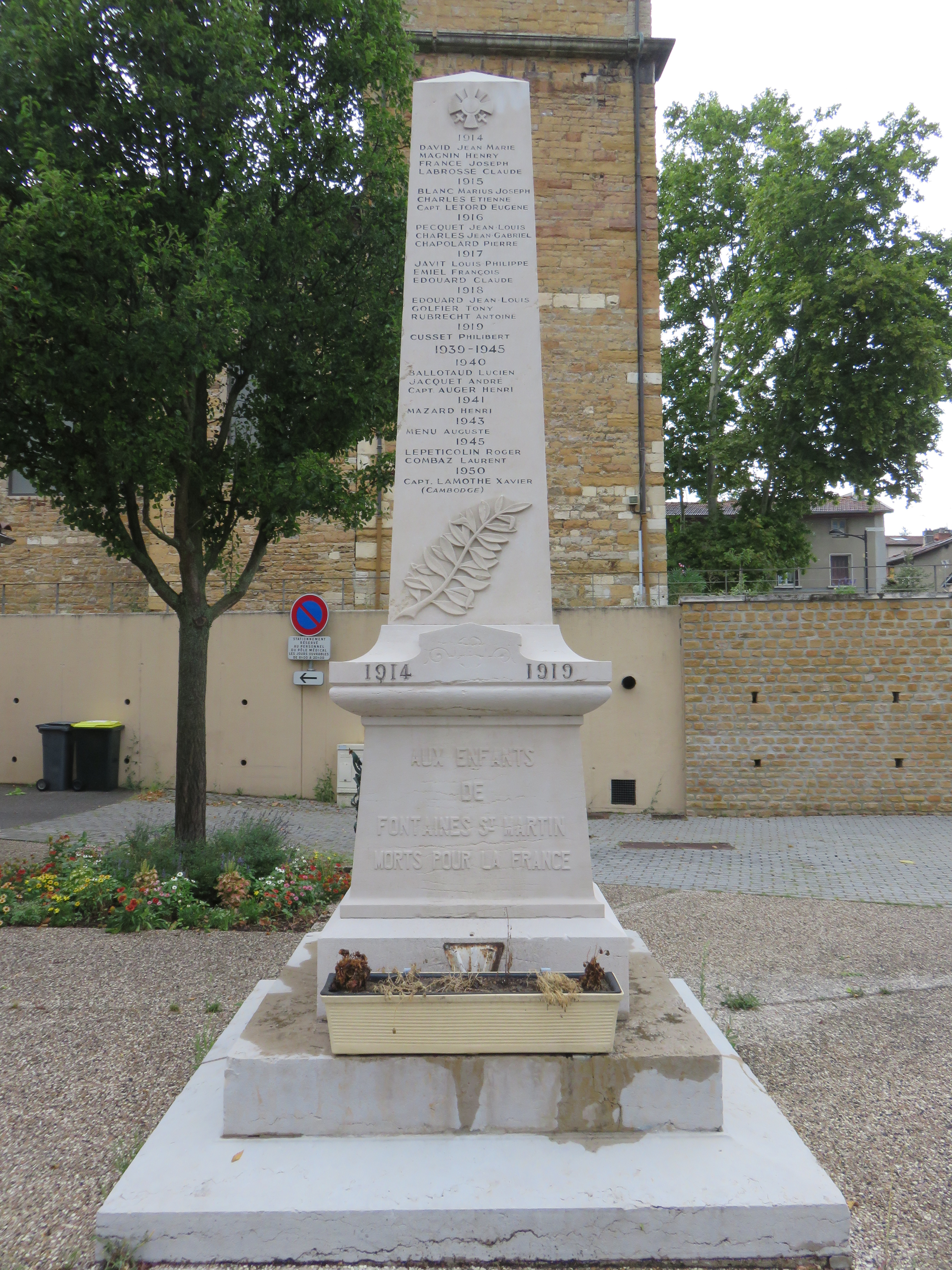
Le monument aux morts

Fontaines-Saint-Martin a connu l’évolution naturelle d’une commune rurale jusqu’aux années 1980. Une modification importante a eu lieu à cette époque avec la création du centre village (place Jean Moulin, commerces, école). Dans les années 1990, la zone pavillonnaire du Belvédère et des Coteaux se sont construits.
Ont suivi la création du pôle médical, du site petite enfance et de la cantine, la réhabilitation de la ferme Soliman-Pacha, la zone d’habitation du Père Chevrier.
Le Grand Lyon disparait le 1er janvier 2015, et laisse place à la collectivité territoriale de la métropole de Lyon. La commune quitte ainsi le département du Rhône.

## Politique et administration

### Liste des maires
Maires de Saint-Martin de Fontaines puis de Fontaines Saint-Martin :

### Intercommunalité
La commune fait partie du Val de Saône, une des neuf subdivisions de la communauté urbaine du Grand Lyon dont elle représente environ 0,52 % du territoire et 0,21 % de la population en 2007.

## Population et société

### Démographie
L'évolution du nombre d'habitants est connue à travers les recensements de la population effectués dans la commune depuis 1793. Pour les communes de moins de 10 000 habitants, une enquête de recensement portant sur toute la population est réalisée tous les cinq ans, les populations de référence des années intermédiaires étant quant à elles estimées par interpolation ou extrapolation. Pour la commune, le premier recensement exhaustif entrant dans le cadre du nouveau dispositif a été réalisé en 2007.

En 2022, la commune comptait 3 070 habitants, en stagnation par rapport à 2016 (Rhône : +3,93 %, France hors Mayotte : +2,11 %).
| 1793  | 1800  | 1806  | 1821  | 1831  | 1836  | 1841  | 1846  | 1851 |
| ----- | ----- | ----- | ----- | ----- | ----- | ----- | ----- | ---- |
| 2 000 | 1 205 | 1 361 | 1 346 | 1 480 | 1 420 | 1 580 | 1 580 | 810  |

| 1856 | 1861 | 1866 | 1872 | 1876 | 1881 | 1886 | 1891 | 1896 |
| ---- | ---- | ---- | ---- | ---- | ---- | ---- | ---- | ---- |
| 797  | 812  | 772  | 720  | 710  | 704  | 696  | 655  | 708  |

| 1901 | 1906 | 1911 | 1921 | 1926 | 1931 | 1936 | 1946 | 1954 |
| ---- | ---- | ---- | ---- | ---- | ---- | ---- | ---- | ---- |
| 669  | 636  | 622  | 602  | 694  | 684  | 710  | 712  | 878  |

| 1962  | 1968  | 1975  | 1982  | 1990  | 1999  | 2006  | 2007  | 2012  |
| ----- | ----- | ----- | ----- | ----- | ----- | ----- | ----- | ----- |
| 1 026 | 1 306 | 1 826 | 2 056 | 2 124 | 2 721 | 2 702 | 2 698 | 3 060 |

| 2017  | 2022  | - | - | - | - | - | - | - |
| ----- | ----- | - | - | - | - | - | - | - |
| 3 052 | 3 070 | - | - | - | - | - | - | - |

### Enseignement

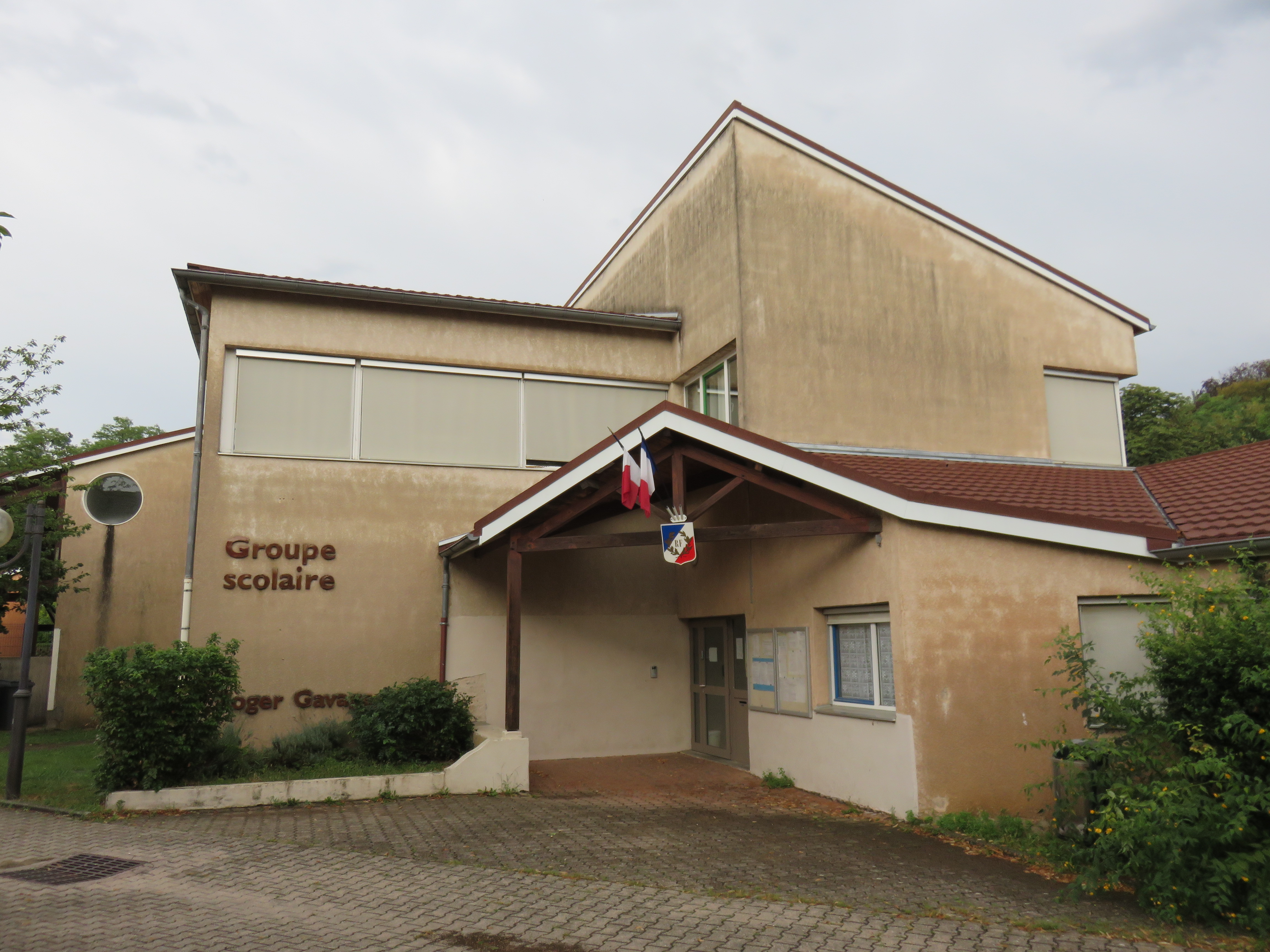
Le groupe scolaire Roger Gavage.

Fontaines-Saint-Martin est située dans l'académie de Lyon.
Le groupe scolaire Roger Gavage intègre une école maternelle et une école élémentaire.

## Économie

### Revenus de la population et fiscalité
En 2010, le revenu fiscal médian par ménage était de 47 038 €.

## Culture locale et patrimoine

### Patrimoine architectural

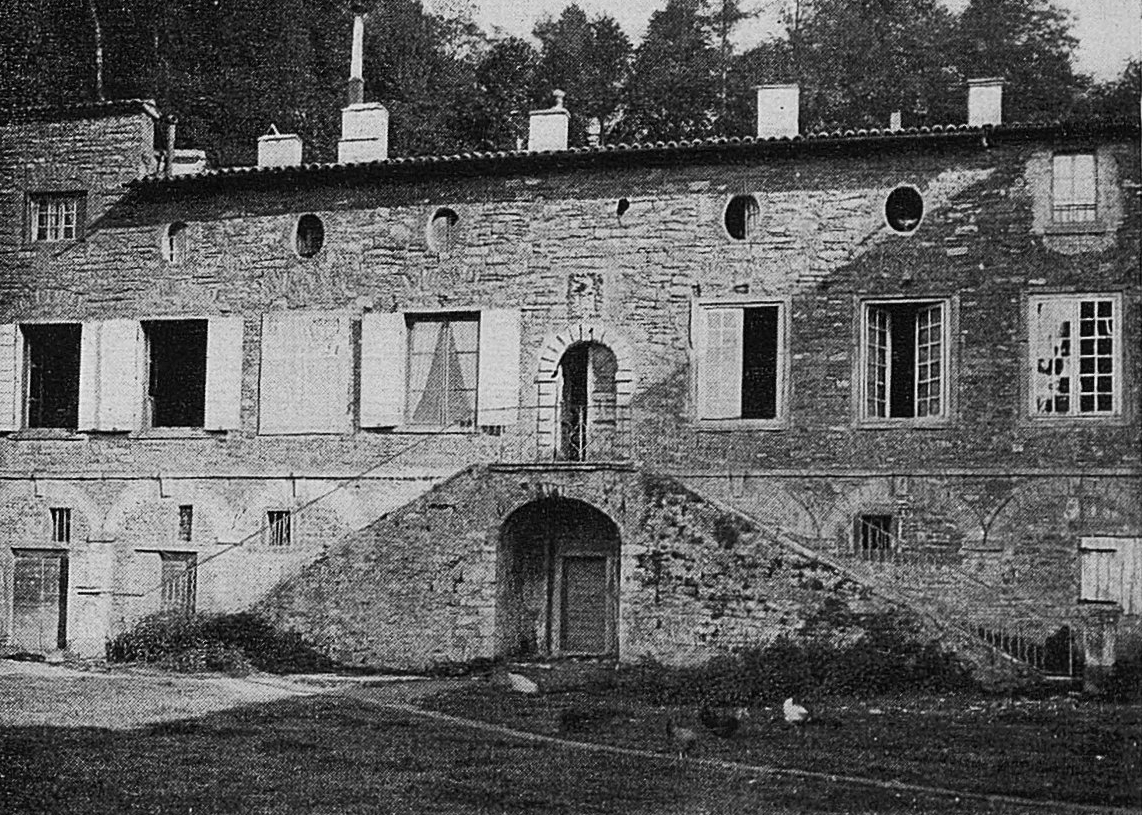
Le Château du Buisson au début du XXe siècle

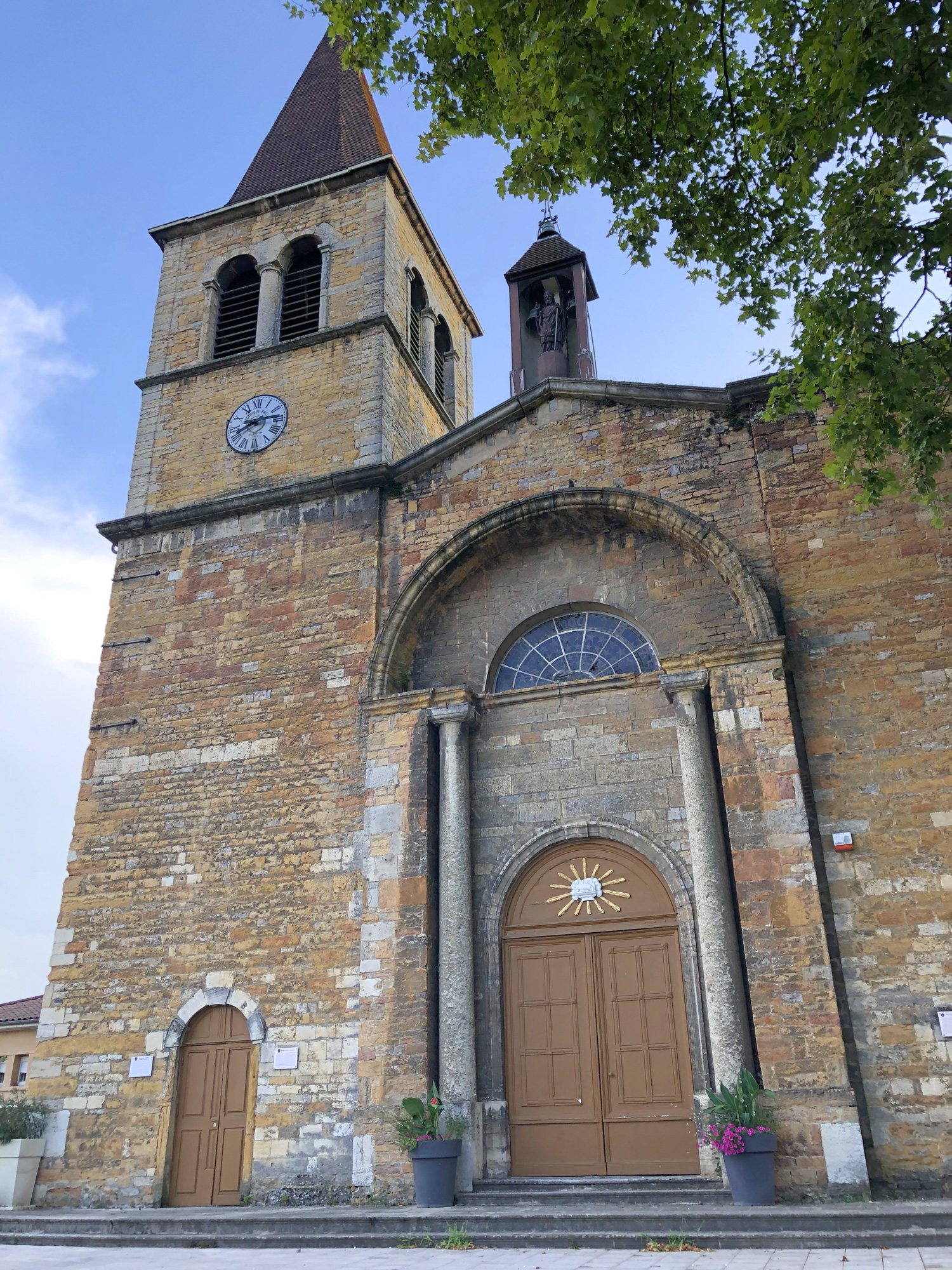
L'église Saint-Martin.

L'église est le principal monument du village. Fondée en 377 par saint Martin, une chapelle fut bâtie au IXe siècle qui existe encore dans la nef latérale droite de l'église. Puis une église plus importante a été construite au XVIIe siècle, son autel est exposé dans la chapelle Sainte-Philomène. Enfin, en 1835, fut édifiée l'église actuelle qui a été financée dans sa totalité par le Chanoine Colomb de Gast[réf. nécessaire], curé de la paroisse. Entièrement rénové à l'extérieur comme à l'intérieur, ce monument sacré à classer dans le rustique flamboyant[Quoi ?], rappelle les églises savoyardes et piémontaises.
Le mardi 19 mars 1989, dans les salons de la Préfecture du Rhône, le maire recevait des mains de Monsieur Yves Bruyas, vice-président du Conseil Général le Premier Prix Départemental pour la protection du patrimoine historique et artistique, à l'occasion de la restauration intérieure de l'Église de saint-Martin[réf. nécessaire].

### Personnalités liées à la commune
Plusieurs personnages célèbres ont séjourné dans la commune de Saint-Martin de Fontaines[réf. nécessaire] : Hugues Ier de Bourgogne (1106), le pape Innocent IV (1244), le cardinal Pierre de Tarentaise (1271) qui deviendra pape sous le nom de bienheureux Innocent V, le Duc de Savoie Amédée VIII (1420), le cardinal Charles de Bourbon (1448), le duc de Savoie Charles III (1510), le cardinal Jean de Lorraine (1538), Camille de Neuville de Villeroy archevêque de Lyon (1663), le Duc de Savoie et Roi de Sardaigne Victor-Amédée II (1682), le cardinal Joseph Fesch, oncle de Napoléon (1836), etc.
Deux hommes célèbres viennent à Saint-Martin, Joseph Seve (1788-1860) dit « Soliman Pacha » officier sous le premier empire et Major Général des armées égyptiennes du roi Méhémet Ali, dont l'arrière grand-père était meunier à Saint-Martin au Buisson, et Jean-Henri Lagrange (1845-1909) qui fut président du Conseil Général du Rhône et qui demeurait au Mas-Joint. Le saint curé d'Ars, ami intime du chanoine Colomb de Gast, séjourna souvent à la cure. Il confessait les Saint-Martinois dans le confessionnal toujours situé dans la chapelle de Saint-Antoine de Padoue. Le chanoine fut chargé d'instruire pour le Vatican le procès en béatification de Jean-Marie Vianney.

#### Joseph Anthelme Seve (1788-1860) ditSoliman Pacha
Joseph Seve est né le 17 mai 1788 à Lyon à bord du bateau usine de son père. Il est le fils d’Anthelme Sevoz et d’Antoinette Julliet sa femme. Il est le deuxième enfant du couple. En 1793, enfant de 5 ans, il part avec ses parents en exil à Lhuis (Ain), le village de son père. Il y trouve une autre vie. Il passe du monde urbain au monde rural. Il se forge un tempérament de travailleur, de valeurs, entraîné par Marie, une très jeune préceptrice dévouée et merveilleuse pour combler les malheurs de la révolution. C’est un enfant généreux, créatif et plein de bonheur. Dans ces lieux apaisés il se révèle très doué, si bien qu’à dix ans il réussit au concours pour entrer aux Écoles de la Marine, le 2 vendémiaire an VII (23 septembre 1798). Il embarque alors sur la frégate "La Muiron", au port de Toulon dans le Var.
Un an après, il se retrouvera comme valet et accompagnateur du Général Bonaparte de retour d'Égypte, ce, pendant 47 jours, suivi de 4 jours en voiture pour retrouver sa famille à Lyon. Épisode de sa vie qui réglera son devenir.
En 1801 il participe à la bataille navale d'Algégiras. En 1802, il est de l'expédition de Saint Domingue. Il entre, le 25 septembre 1803, à l’École de l’Artillerie de Marine pour devenir officier. Ayant failli perdre la vie à Trafalgar en 1805, il réussit à retourner à terre et à continuer son ascension vers la gloire. Sa gloire ! Promu dans une formation d'élite, le 2 mai 1807, il est incorporé au 6e Régiment de Hussards à Udine en Italie. Tout basculera en 1807 quand il est admis à terre au 6e Hussards, section spéciale, il apprendra l’Art du renseignement et de la diplomatie, il change de prénom et prend celui de son père : Anthelme !
Le 20 avril 1808, il est opérationnel dans toute l'Europe de l'Est, aidé par Napoléon et la Franc Maçonnerie, très active en ces temps-là. Ce n'est plus un enfant, il va avoir 20 ans et il va devenir un très grand serviteur de l'Empire et de la France. Il finira officier, lieutenant porte étendard du 14e régiment de Chasseur à Cheval sous le premier Empire.(source Marc Pittiou 2014 : "L'enfance de Joseph Seve, futur Soliman Pacha").
À la Restauration il se plaça aux ordres de Méhémet-Ali, Vice-Roi d’Égypte. Il deviendra son confident et son ami et sera nommé Major Général des armées égyptiennes. C’est sur son initiative que Ferdinand de Lesseps constructeur du Canal de Suez[réf. nécessaire], Horace Vernet grand peintre de l’époque, Gustave Flaubert et Gérard de Nerval séjournèrent aux pays des Pharaons. Une de ses filles se maria avec Chérif Pacha, petit-fils de Méhémet-Ali, dont la descendance régna avec les rois Farouk Ier et Fouad II. Son arrière-petite-fille, la Princesse Fawzia d'Égypte, décédée en juillet 2013, , fut la première femme du Shah d’Iran. Le 5 mai 1846, date anniversaire de la mort de Napoléon Ier, le roi Louis-Philippe nomme, sur le Champ de Mars, Grand Officier de la Légion d’Honneur le Généralissime Égyptien Soliman Pacha. Lors de ses passages en France il venait toujours se ressourcer une dizaine de jours dans le village.

#### Autres personnalités
- Louis Borgex (1873-1959), artiste peintre.
- Jean Fusaro (né en 1925) artiste peintre lié au groupe Sanzistes 1949-50 (Cottavoz, Fusaro, Truphémus), a décoré l'église de Saint-Jacques-des-Arrêts (1990-2010) à la demande du Département de Rhône. il a habité Fontaine-Saint-Martin et réside encore à Cailloux-sur-Fontaines.